# Titanium-47
Titanium-47 of 47Ti is een stabiele isotoop van titanium, een overgangsmetaal. Het is een van de vijf stabiele isotopen van het element, naast titanium-46, titanium-48, titanium-49 en titanium-50. De abundantie van titanium-47 op Aarde bedraagt 7,44%.
Titanium-47 ontstaat onder meer bij het radioactief verval van scandium-47 en vanadium-47.
38Ti · 39Ti · 40Ti · 41Ti · 42Ti · 43Ti · 43m1Ti · 43m2Ti · 44Ti · 45Ti · 46Ti · 47Ti · 48Ti · 49Ti · 50Ti · 51Ti · 52Ti · 53Ti · 54Ti · 55Ti · 56Ti · 57Ti · 58Ti · 59Ti · 60Ti · 61Ti · 62Ti · 63Ti · 64Ti